# فرایند پلی‌تروپیک
فرایند پلی‌تروپیک (به انگلیسی: Polytropic process) یک فرایند ترمودینامیکی برگشت‌پذیر همراه با انتقال حرارت (به نحوی که نمودار تغییرات log p بر حسب log v به صورت یک خط مستقیم باشد) برای گازها است که از قانون زیر پیروی می‌کند:
{\displaystyle pV^{\,n}=C}

در این رابطه p نشان‌دهندهٔ فشار،V نشان‌دهندهٔ حجم،n نماد پلی‌تروپیک که می‌تواند هر عدد حقیقی باشد و C نشان‌دهندهٔ یک مقدار ثابت است.